# Luzon-Hornvogel

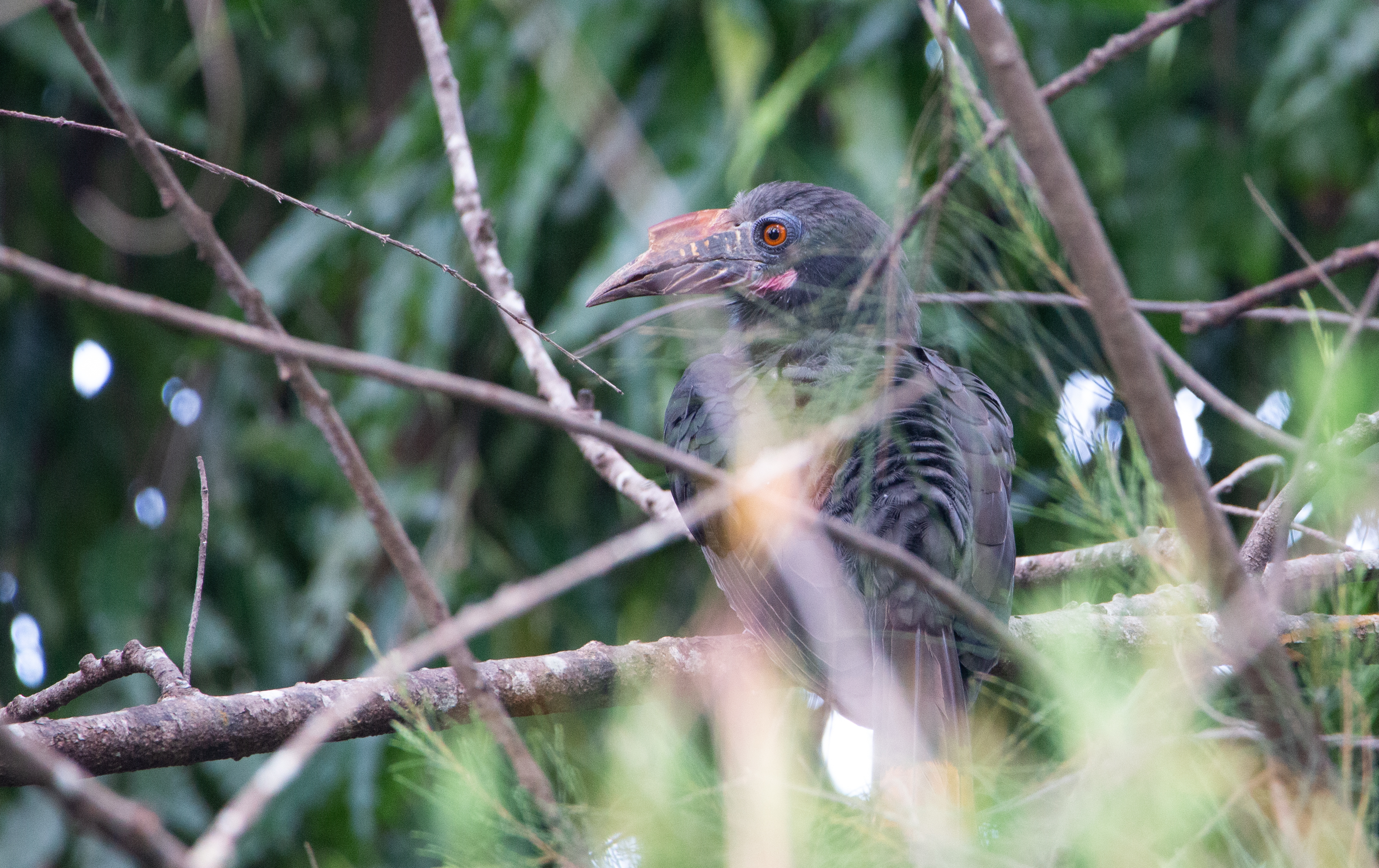
Luzon-Hornvogel, Weibchen

Der Luzon-Hornvogel (Penelopides manillae) ist eine Vogelart aus der Familie der Nashornvögel, die in Südostasien vorkommt.
Die Bestandssituation des Luzon-Hornvogels wurde 2016 in der Roten Liste gefährdeter Arten der IUCN als „Least Concern (LC)“ = „nicht gefährdet“ eingestuft.

## Erscheinungsbild
Der Luzon-Hornvogel ist ein verhältnismäßig kleiner Nashornvogel mit einer Körperlänge von 45 Zentimeter. Auf den Schwanz entfallen beim Männchen durchschnittlich 19,8 Zentimeter, der Schwanz des Weibchens ist mit 18,4 Zentimeter etwas kleiner. Der Schnabel ist beim Männchen durchschnittlich 9,1 Zentimeter lang, der des Weibchens ist mit durchschnittlich 7,3 Zentimeter etwas kürzer. Der Geschlechtsdimorphismus bei dieser Art ist so ausgeprägt, dass die Geschlechter auch bei Feldbeobachtungen unterschieden werden können.

### Erscheinungsbild des Männchens
Der Kopf, der Hals und die Körperunterseite sind blass gelblich weiß. Die Ohrdecken und die Kehle sind schwarz. Die Körperoberseite und die Schwingen sind dunkelbraun, mit einem leichten metallischen Schimmer auf der Körperoberseite. Der Schwanz ist dunkelbraun mit kleinen weißen Spitzen an den Außenfahnen. Über die Mitte des Schwanzes verläuft ein einen bis vier Zentimeter langes Band.
Der Schnabel ist braun mit einem hornfarbenen Schnabelhorn und blassgelben oder rosafarbenen Furchen über Ober- und Unterschnabel. Die nackte Haut rund um die Augen und der unbefiederte Kehlfleck sind rosa. Die Augen sind dunkelrot. Die Beine und Füße sind dunkelbraun.

### Merkmale des Weibchens und der Jungvögel
Die adulten Weibchen haben ein Körpergefieder, das dem der Männchen weitgehend gleicht. Der Kopf, der Hals und die Körperunterseite sind jedoch dunkelbraun, allerdings ist die Körperunterseite etwas heller als die Oberseite. Das Querband über den Schwanz ist etwas bräunlicher. Die unbefiederte Haut um das Auge ist himmelblau, der unbefiederte Kehlsack ist rosa. Die Augen sind rotbraun oder orange.
Die Jungvögel sind entsprechend ihrem Geschlecht gefärbt. Allerdings weisen zahlreiche Federn der Schwingen bei ihnen noch rotbraune Spitzen auf.

## Verbreitungsgebiet und Lebensraum
Das Verbreitungsgebiet des Luzon-Hornvogels ist die Insel Luzon und die angrenzenden kleineren Inseln Marinduque und Catanduanes.
Der Lebensraum sind Wälder entlang von Wasserläufen beziehungsweise Waldränder. Sie suchen während der Nahrungssuche aber auch einzeln stehende Bäume in Grasland auf.

## Lebensweise
Der Luzon-Hornvögel lebt in Trupps von bis zu 14 Individuen, die sich bevorzugt im mittleren Wipfelbereich aufhalten. Sie sitzen gerne in Lianen oder auf schmalen Ästen. Sie klettern gerne auf den äußersten Astbereich, um an Früchte und Beeren zu gelangen. Zu den Trupps gehören in der Regel Jungvögel sowie adulte Männchen und Weibchen.
Die Fortpflanzungsbiologie ist noch nicht abschließend untersucht, der Luzon-Hornvogel ist jedoch wie alle anderen Nashornvögel ein Höhlenbrüter. Vermutet wird, dass Luzon-Hornvögel in freier Wildbahn kooperativ brüten. Sie zeigen ein Aggressionsverhalten gegenüber anderen Nashornvögeln. Genauere Daten zur Brutbiologie sind an in menschlicher Obhut gepflegten Luzon-Hornvögeln gesammelt worden. Dort betrug der Brutzyklus zwischen 80 und 102 Tagen. 28 bis 31 Tage entfallen dabei auf die Bebrütung der Eier. 50 bis 65 Tage dauert die Nestlingszeit der Jungvögel.
Das Weibchen verschließt die Bruthöhle mit Erde, Exkrementen und Holzteilchen bis auf einen schmalen Spalt. Das Männchen beteiligt sich nicht an dem Verschließen der Bruthöhle. Er bringt jedoch dem Weibchen Futter in Form von Früchten, die das Weibchen teilweise auch bei der Vermauerung verwendet. Das Gelege umfasst bis zu fünf Eier. Der Legeabstand zwischen den einzelnen Eiern beträgt ein bis fünf Tage. Das Männchen versorgt das Weibchen und später die Jungvögel mit Futter. Er würgt dieses am Höhleneingang hervor. Das Weibchen zeigt während der Brutzeit eine Präferenz für tierische Proteine.

## Einzelbelege
1. 1 2  Penelopides manillae in der Roten Liste gefährdeter Arten der IUCN 2016. Eingestellt von: BirdLife International, 2016. Abgerufen am 3. Oktober 2016.
2. 1 2 3 4  Kemp: The Hornbills – Bucerotiformes. S. 202.
3. ↑  Kemp: The Hornbills – Bucerotiformes. S. 203.
4. 1 2  Kemp: The Hornbills – Bucerotiformes. S. 204.